# Colorado (Schiff, 1923)
Die USS Colorado war ein Schlachtschiff der US-Navy und das erste Schiff der Colorado-Klasse (alternativ auch Maryland-Klasse nach dem ersten fertigen Schiff). Sie wurde 1923 in Dienst gestellt und im Pazifikkrieg eingesetzt. Nach dem Krieg wurde sie außer Dienst gestellt und verschrottet. Zahlreiche Devotionalien sind in Museen in den USA und besonders im namensgebenden Bundesstaat Colorado ausgestellt.

## Geschichte

### Von der Indienststellung bis zum Krieg

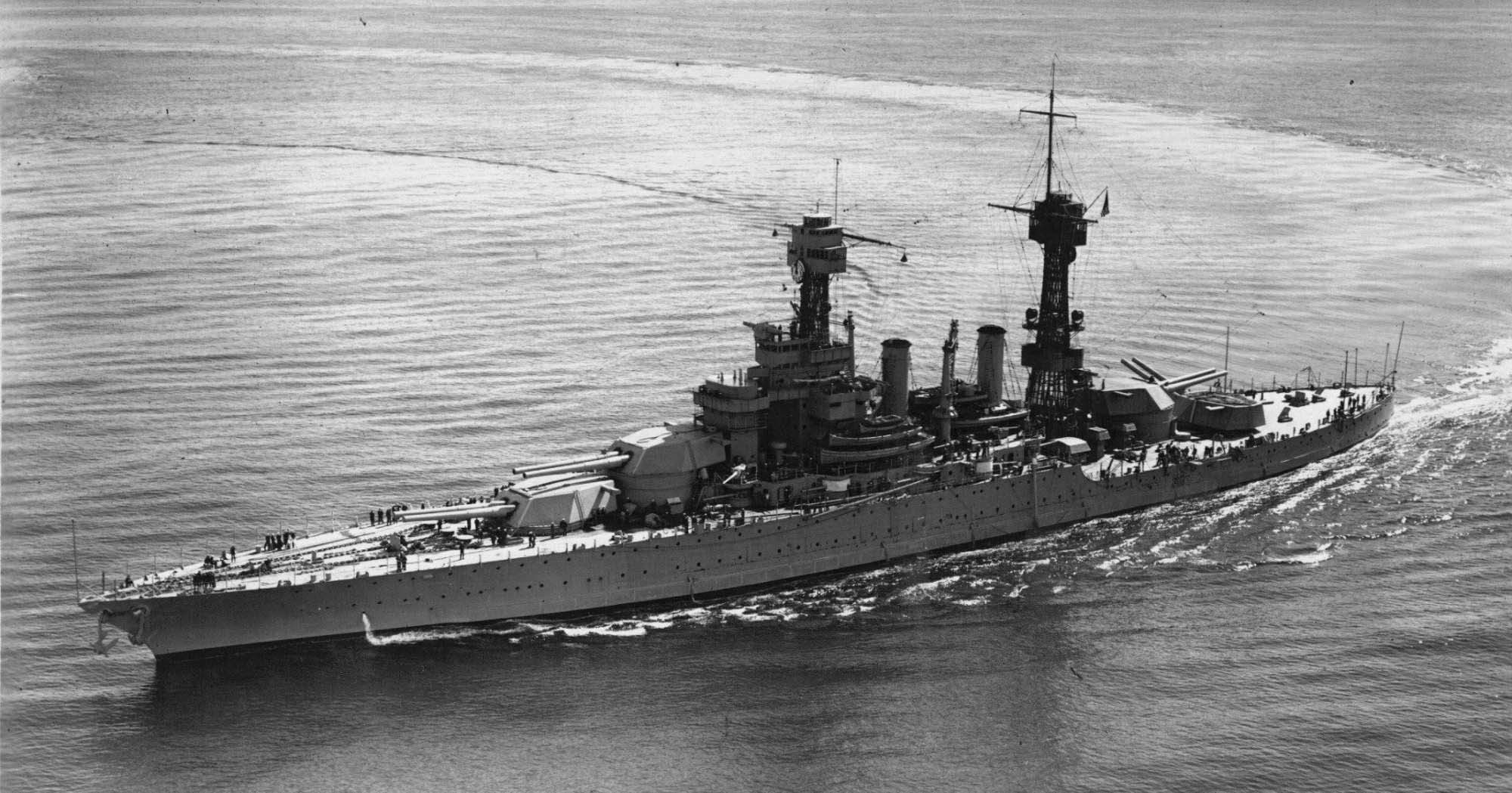
Die USS Colorado 1924 vor San Diego.

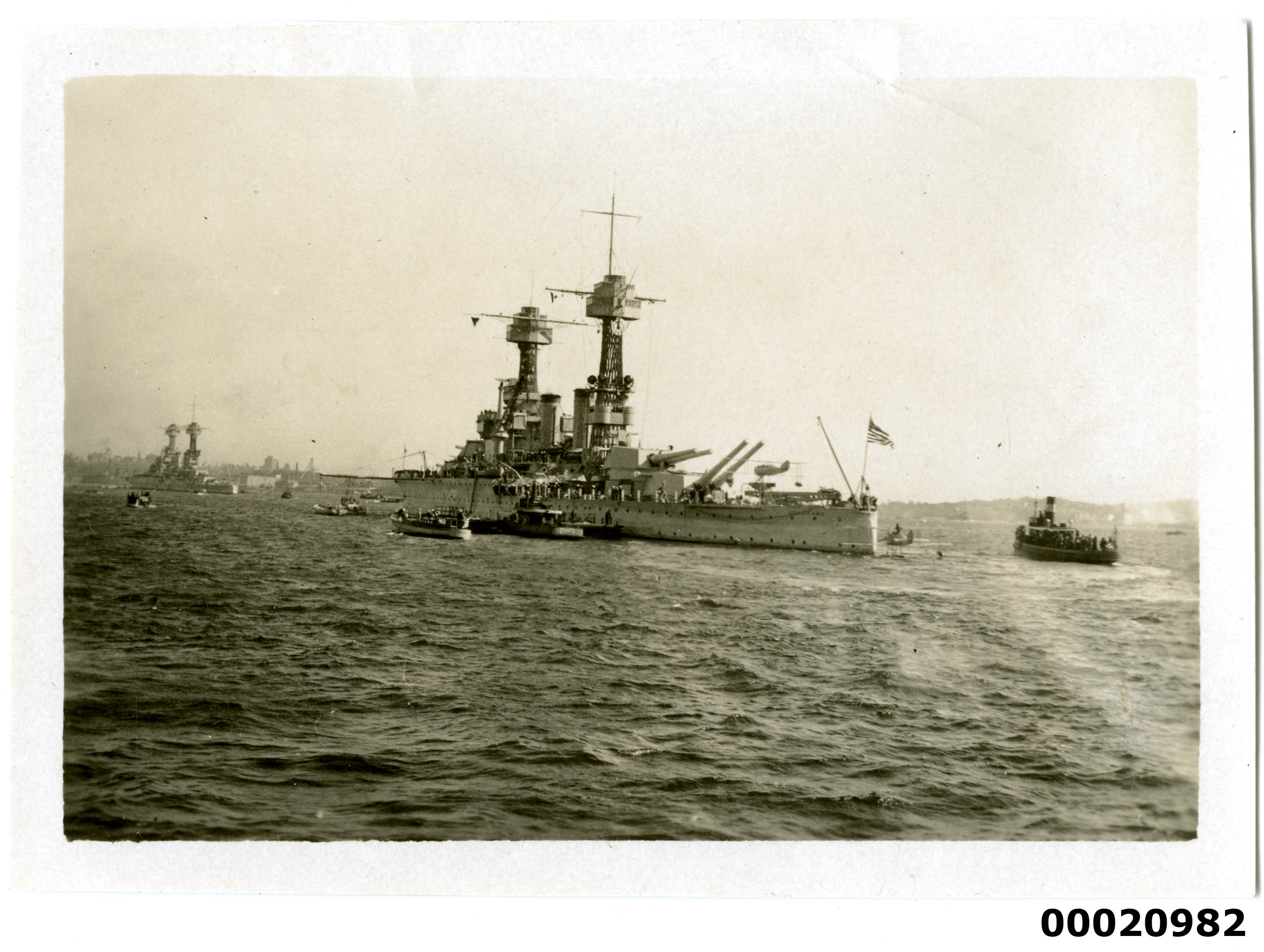
Die USS Colorado 1925 vor Sydney.

Die USS Colorado wurde 1923 in den Dienst der US Navy gestellt und brach anschließend zu ihrer Jungfernfahrt von New York nach Europa auf. Dort besuchte das Schiff Häfen in England, Frankreich und Italien. Anschließend wurde sie der Pazifikflotte zugewiesen. Sie besuchte Häfen in Samoa, Australien und Neuseeland. 1933 half das Schiff bei dem Erdbeben von Long Beach. Im Juni und Juli 1937 half sie bei der Suche nach der vermissten Pilotin Amelia Earhart.

### Pazifikkrieg

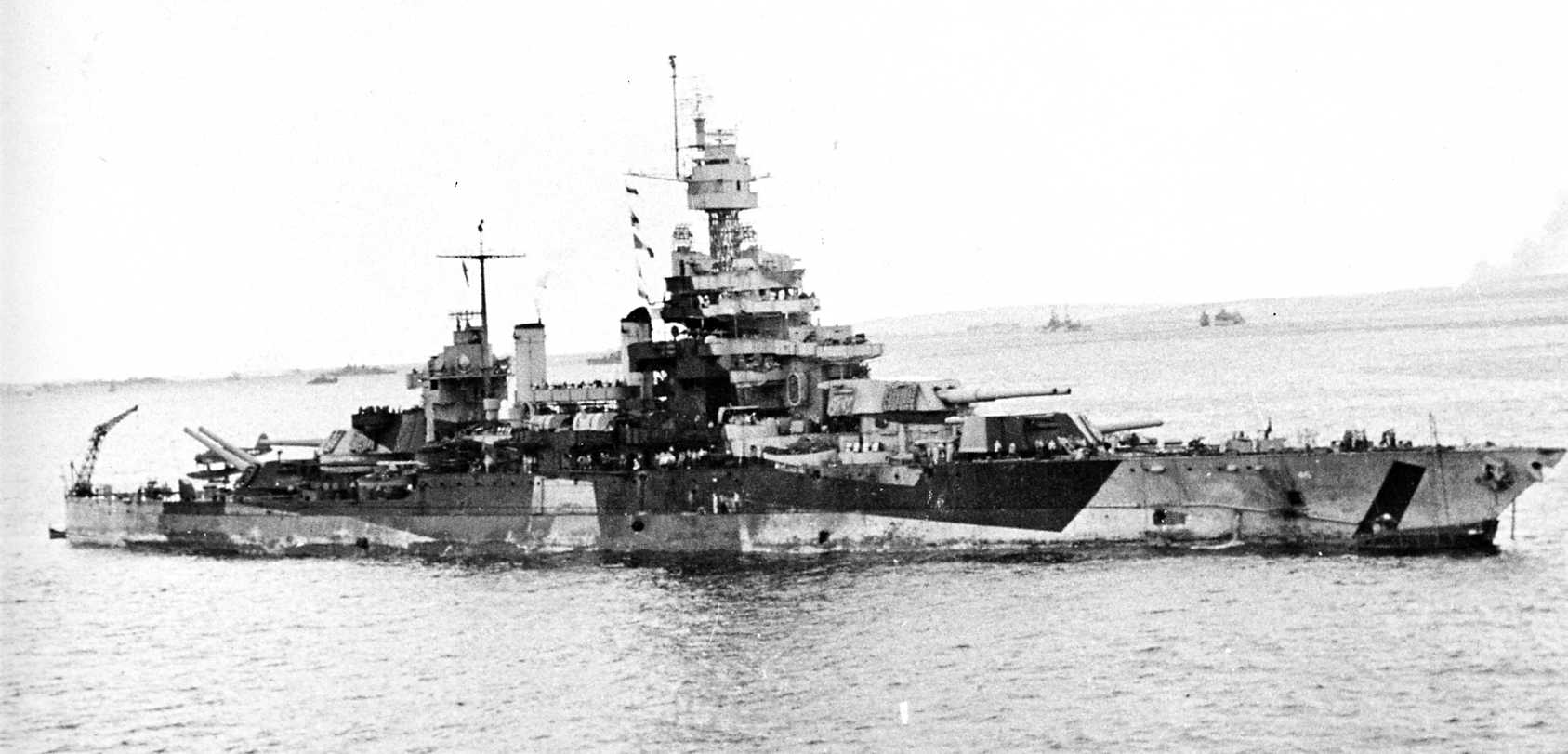
Die USS Colorado 1944, beschädigt vor Tinian.

Die USS Colorado befand sich während des Angriffs auf Pearl Harbor im Dezember 1941 zu Instandsetzungsarbeiten im Puget Sound Naval Shipyard im Bundesstaat Washington. Die Arbeiten waren Ende März 1942 abgeschlossen. Danach wurde das Schiff zu defensiven Aufgaben abgestellt und zur Patrouille gegen mögliche, weitere japanische Vormarschversuche eingesetzt.
1943 unterstützte das Schiff mit seiner Artillerie die Landungsunternehmen der USA während der Schlacht um die Gilbertinseln. Ähnliche Aufgaben führte es Anfang 1944 bei den Landungen auf Eniwetok und Kwajalein aus. 
Weitere Landungen wurden bei der Schlacht um Saipan und bei der Schlacht um Tinian unterstützt. Die japanischen Verteidiger waren tief eingegraben und hatten sich gut auf den Angriff vorbereitet. Trotz schwerem vorbereitendem Beschuss von See und aus der Luft konnten viele der versteckten Geschütze auf der Insel nicht zerstört werden. Als die USS Colorado am 24. Juli die Anlandung von Marineinfanteristen decken sollte, näherte sich das Schiff bis auf etwa drei Kilometer der Küste an. Eine versteckte japanische Batterie mit schweren 20-cm-Geschützen eröffnete das Feuer auf das Schlachtschiff und erzielte 22 Treffer, die schwere Schäden verursachten, 43 Seeleute töteten und 198 weitere verwundeten. Trotz einer Schlagseite von 17° nach Steuerbord unterstützte das Schiff weiter die Landung. An Bord waren drei 12,7-cm-Geschütze, ein Flugzeugkatapult, zwei 40-mm- und zwei 20-mm-Geschütze beschädigt oder zerstört worden. Eine Woche nach Abschluss der Instandsetzungsarbeiten wurde sie von zwei Kamikaze-Flugzeugen getroffen, wobei 19 Seeleute getötet und 72 verwundet wurden.
Sie half bei weiteren Landungen und wurde im Januar 1945 vor Mindoro irrtümlich von mehreren 127-mm-Granaten getroffen und hatte 18 Tote und 51 Verwundete zu vermelden.
Sie beendete ihren Kriegseinsatz mit der Operation gegen Okinawa und patrouillierte vor japanischen Heimatinseln.

### Nach dem Krieg bis zur Verschrottung
Das Schiff kehrte zunächst am 20. September 1945 nach San Francisco zurück und beteiligte sich anschließend an der Rückführung von US-Truppen aus Hawaii in die Heimat. Am 7. Januar 1947 wurde sie außer Dienst gestellt und im Juli 1959 zur Verschrottung verkauft.